# Christine Albeck Børge
Christine Albeck Børge (* 12. August 1974 in Værløse) ist eine dänische Schauspielerin.

## Leben
Christine Albeck Børge wuchs als Tochter von Peer Albeck Børge und Anette Halby gemeinsam mit ihrer Schwester, der Komponistin Jeanett Albeck Børge (* 1981), in Værløse auf. 
Von 1995 bis 1999 absolvierte Albeck Børge ihre Schauspielausbildung an der Staatlichen Theaterschule in Kopenhagen. Ihr Bühnendebüt als Darstellerin hatte sie im Jahr 2000 am Odense Teater. Sie gastierte auch am Folketeatret, am Aarhus Teater oder am Königlichen Theater Kopenhagen.
Seit 2001 wirkte sie als Schauspielerin bislang in mehr als 30 Film-und-Fernsehproduktionen mit, darunter auch in den Serien Anna Pihl – Auf Streife in Kopenhagen, Protectors – Auf Leben und Tod, Die Brücke – Transit in den Tod oder Cry Wolf.
Christine Albeck Børge ist seit 1998 mit dem Schauspieler Lars Ranthe verheiratet. Ihre gemeinsame Tochter Rigmor Ranthe (* 2003) ist ebenfalls als Schauspielerin tätig.

## Filmografie (Auswahl)
Filme
- 2003: Manden bag døren
- 2006: Grønne hjerter
- 2019: Suicide Tourist – Es gibt kein Entkommen (Selvmordsturisten)

Serien
- 2002–2003: Nikolaj og Julie
- 2006–2007: Anna Pihl – Auf Streife in Kopenhagen (Anna Pihl)
- 2010: Protectors – Auf Leben und Tod (Livvagterne)
- 2015: Die Brücke – Transit in den Tod (Broen)
- 2020: Cry Wolf (Ulven kommer)